# Bajt Sahur
Bajt Sahur (arab. ‏بيت ساحور‎, Bayt Sāḥūr) – miasto w środkowej części Palestyny, administracyjnie należące do Autonomii Palestyńskiej.
Położone w Judei, na obszarze Zachodniego Brzegu Jordanu, 8 km na południe od Jerozolimy, na wysokości 606–700 m n.p.m. Wraz z Bajt Dżala należy do Aglomeracji Betlejem. Liczy 12 367 mieszkańców, z których 80% stanowią arabscy chrześcijanie. Pozostałe 20% to muzułmanie.
Na terenie miasta znajdują się dwa sanktuaria chrześcijańskie, które upamiętniają obecność pasterzy wezwanych przez anioła w noc Bożego Narodzenia, by oddać cześć nowo narodzonemu Jezusowi w pobliskim Betlejem. Lokalna tradycja chrześcijańska nazywa miejsce noclegu nowotestamentalnych pasterzy Polem Pasterzy. Starsze sanktuarium – Deir er-Ra’wat, sięgające swą historią okresu bizantyjskiego znajduje się w rękach greckich mnichów prawosławnych. Katolickim sanktuarium na Polu Pasterzy – Sijar al-Ghanam – opiekują się franciszkanie z Kustodii Ziemi Świętej.

## Historia
Nazwa osady nie jest wzmiankowana w Starym Testamencie, część egzegetów widzi jednak w tej lokalizacji miejsce, w którym wydarzyły się sceny opisane w biblijnej Księdze Rut. Bohaterka tej księgi – Moabitka Rut – miała na polach pod Betlejem zwrócić na siebie uwagę przyszłego męża bogatego Booza. Z tego związku, według tekstów natchnionych, miał urodzić się Obed, dziadek króla Dawida.
Arabska nazwa osady – Bajt Sahur – pojawia się w źródłach pisanych dopiero w XVI w. W okresie bizantyjskim znane było chrześcijańskie sanktuarium w niewielkiej odległości od miejsca narodzenia Chrystusa; mnich Epifaniusz nazywa je "Poimnion" (gr. stado owiec). W tym okresie, jak wykazały badania archeologiczne w różnych miejscach na terenie miasta, kwitło życie monastyczne, związane z wielkim ruchem cenobitycznym i eremitycznym Pustyni Judzkiej. Matka cesarza Konstantyna św. Helena miała w mieście ufundować klasztor.

## Sanktuaria chrześcijańskie
Odwiedzającej w 384 Betlejem pątniczce z Europy Egerii pokazano oddalony od miasta kościół, nazwany przez nią w jej "Dzienniku z podróży" Kościołem u pasterzy. Św. Hieronim w swoich listach i innych dziełach wspomina o grocie w pobliżu Betlejem, w której pasterze mieli mieć widzenie anioła. Historycy podają, iż pierwotny kościół jerozolimski miał w zwyczaju zbieranie się w tym sanktuarium na celebracji Wigilii Bożego Narodzenia. W VII w. biskup Arkulf nawiedził w owym miejscu grobowce trzech pasterzy.

### Deir er-Ra’wat
Sanktuarium prawosławne zostało wzniesione na ruinach bizantyjskiego monasteru datowanego na V w. Jego fundację przypisuje się opatowi Marcjonowi. Klasztor ten był dwukrotnie burzony: w 454 przez Samarytan oraz w 614 podczas najazdu perskiego. Na terenie sanktuarium znajduje się grota z czczonymi przez miejscowych chrześcijan grobami pasterzy. Współczesna cerkiew prawosławna została poświęcona w 1989.

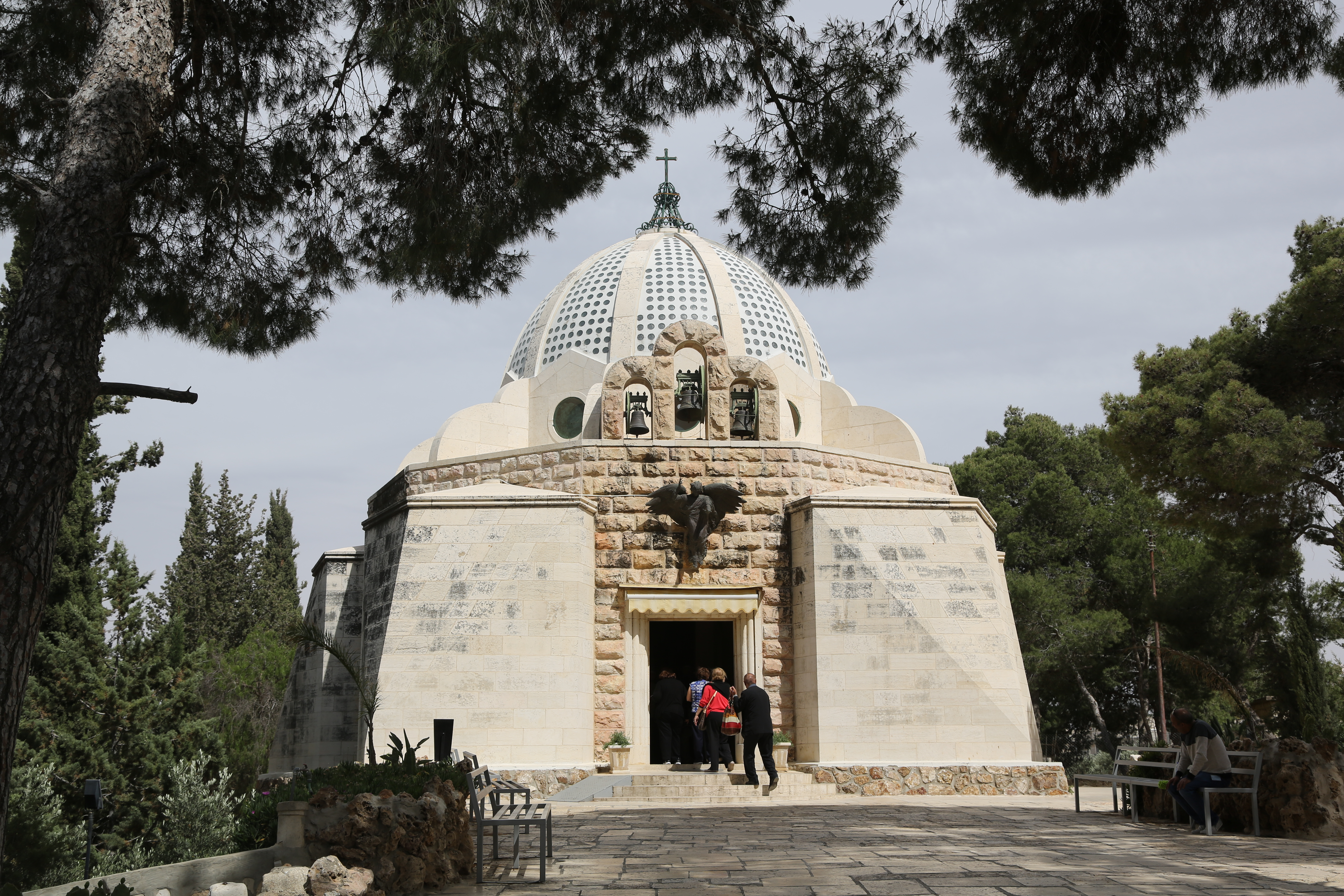
Kaplica „Gloria in Excelsis Deo”

### Sijar al-Ghanam
Katolickie Pole Pasterzy usytuowane jest w odległości ok. 1 km na północ od sanktuarium prawosławnego. Pierwsze wykopaliska archeologiczne przeprowadził w Sijar al-Ghanam w 1859 C. Guarmani. Prace kontynuował w latach 1951–1952 o. Virgilio Corbo OFM. Wydobyto wówczas wiejskie założenie monastyczne z licznymi prasami, zbiornikami na ziarno i wykutymi w skale grotami-magazynami. Osadnictwo w tym miejscu sięga okresu panowania Heroda Wielkiego. Znaleziska ceramiczne pomogły w określeniu okresu największego rozkwitu życia monastycznego na IV-VII w.
Na terenie sanktuarium znajduje się niewielki konwnet franciszkański, kaplica "Excelsis Deo" (według projektu Antonio Barluzziego z 1953), szereg naturalnych grot zamienionych w kaplice oraz udostępnione zwiedzającym pozostałości zabudowy monastycznej z okresu bizantyjskiego.

## Gospodarka
Mieszkańcy Bajt Sahur utrzymują się z turystyki; do miasta przybywają tysiące turystów i pątników rocznie ze względu na znaczenie istniejących sanktuariów oraz bliskość Betlejem. Rozwija się rzemiosło (produkcja pamiątek i dewocjonaliów z drzewa oliwnego oraz wyrobów z masy perłowej). Poważne znaczenie dla rozwoju miasta ma też rolnictwo i praca zarobkowa na terenie Izraela; miasto dzieli od Jerozolimy zaledwie kilka kilometrów. Poważnym problemem są ograniczenia w ruchu granicznym wprowadzane przez władze Izraela. Sytuacja pogorszyła się po 2000 w związku z tzw. intifadą Al-Aksy.